# Antonio Capuz
Antonio Capuz Gil (Godella, Valencia; 1838 o 1846-?) fue un escultor imaginero español, padre de José Capuz y Pascual Capuz.
Estudió en la Academia de San Carlos de Valencia Bellas Artes y fue discípulo de Modesto Pastor y Francisco Martínez.  Su obra, de estilo barroquizante, sigue la tradición de Ignacio Vergara. Es autor de la obra titulada Mancebos que se encuentra en la Basílica de Nuestra Señora de los Desamparados en Valencia.